# Monica Twum
Monica Twum (* 14. März 1978) ist eine ehemalige ghanaische Leichtathletin, die sich auf den Sprint spezialisiert hat. Ihren größten Erfolg feierte sie mit dem Gewinn der Goldmedaille mit der ghanaischen 4-mal-100-Meter-Staffel bei den Afrikameisterschaften im Jahr 2000 sowie der Bronzemedaille ebendort über 200 Meter. Zudem gewann sie 1999 bei den Afrikaspielen zwei Bronzemedaillen.

## Sportliche Laufbahn
Erste internationale Erfahrungen sammelte Monica Twum vermutlich im Jahr 1997, als sie bei den Juniorenafrikameisterschaften in Ibadan in 12,42 s und 24,48 s jeweils die Silbermedaille über 100 und 200 Meter gewann und sich im 400-Meter-Lauf mit 54,35 s die Bronzemedaille sicherte. Im Jahr darauf belegte sie bei den Afrikameisterschaften in Dakar in 11,55 s den sechsten Platz im 100-Meter-Lauf und gelangte auch über 200 Meter mit 23,50 s auf Rang sechs. Zudem gewann sie mit der ghanaischen 4-mal-100-Meter-Staffel in 43,89 s gemeinsam mit Veronica Bawuah, Vida Nsiah und Mavis Akoto die Bronzemedaille hinter den Teams aus Nigeria und Madagaskar. Anschließend schied sie bei den Commonwealth Games in Kuala Lumpur mit 11,72 s im Halbfinale über 100 Meter aus und klassierte sich im 200-Meter-Lauf mit 23,73 s auf dem achten Platz. Zudem gelangte sie im Staffelbewerb mit 43,81 s auf Rang vier. 1999 schied sie bei den Weltmeisterschaften in Sevilla mit 11,70 s in der ersten Runde über 100 Meter aus und anschließend gewann sie bei den Afrikaspielen in Johannesburg in 22,98 s die Bronzemedaille über 200 Meter hinter der Nigerianerin Fatima Yusuf und Myriam Léonie Mani aus Kamerun. Zudem belegte sie über 100 Meter in 11,48 s den siebten Platz und gewann mit der Staffel in 44,21 s gemeinsam mit Mavis Akoto, Helena Amoako und Dora Manu die Bronzemedaille hinter den Teams aus Nigeria und Madagaskar. Im Jahr darauf gewann sie bei den Afrikameisterschaften in Algier in 11,47 s die Bronzemedaille über 100 Meter hinter der Kamerunerin Myriam Léonie Mani und Aïda Diop aus dem Senegal. Über 200 Meter belegte sie in 23,31 s den fünften Platz und mit der Staffel siegte sie in 43,99 s gemeinsam mit Helena Amoako, Veronica Bawuah und Vida Anim. Daraufhin nahm sie an den Olympischen Sommerspielen in Sydney teil und schied dort mit 11,70 s im Viertelfinale über 100 Meter aus und kam über 200 Meter mit 23,51 s nicht über den Vorlauf hinaus. Zudem erreichte sie mit der Staffel das Halbfinale, in dem sie mit neuem Landesrekord von 43,17 s ausschied. In den folgenden Jahren studierte Twum an der Life University (Georgia) in den Vereinigten Staaten, startete aber aufgrund von Zerwürfnissen mit dem ghanaischen Leichtathletikverband bei keinen internationalen Meisterschaften mehr, ehe sie 2003 im Alter von 25 Jahren ihre aktive sportliche Karriere beendete.
1998 wurde Twum ghanaische Meisterin im 100- und 200-Meter-Lauf.

## Persönliche Bestzeiten
- 100 Meter: 11,31 s (0,0 m/s), 19. Mai 2001 in Fresno
  - 60 Meter (Halle): 7,33 s, 1. März 2002 in Ames
- 200 Meter: 22,98 s (+0,1 m/s), 18. September 1999 in Johannesburg